# Sophie Le Saint
Pour les articles homonymes, voir Le Saint.
Sophie Le Saint, née le 22 juillet 1968 à Parthenay dans les Deux-Sèvres, est une journaliste française et animatrice de télévision.

## Biographie

### Formation et début de carrière
Diplômée de l'Institut de journalisme Bordeaux Aquitaine, Sophie Le Saint débute sur France Bleu Provence, en qualité de bénévole où elle assure les permanences de nuit, puis sur M6, comme stagiaire, en 1989. Elle travaille ensuite au sein de la rédaction du quotidien Le Figaro de 1991 à 1994, puis sur TF1 comme pigiste.
En novembre 1998, elle rejoint France 2 pour présenter les journaux dans Télématin. Elle y présente les éditions de 6 h 30, 7 h 30 et 8 h 55 tandis que Nathanaël de Rincquesen présente celles de 7 h et de 8 h.

### Joker officielle d'Elise Lucet
De février 2008 à juin 2014, Sophie Le Saint est parallèlement un des jokers du journal de 13 heures de France 2. Durant l'été 2008, elle alterne avec Laurence Piquet la présentation de l'édition de la mi-journée. Avec la nomination de Françoise Laborde au Conseil supérieur de l'audiovisuel en janvier 2009, elle devient la remplaçante permanente d'Élise Lucet à la présentation du 13 heures, où elle est elle-même remplacée ponctuellement par Nathanaël de Rincquesen.
En juillet 2010, elle remplace Laurent Delahousse le temps d'une édition au 20 heures week-end. En août 2010 et janvier 2011, elle remplace David Pujadas au 20 heures en semaine.
De mars 2015 à août 2016, elle est joker au journal de 13 heures de France 2 de façon épisodique. Entre 2015 et 2019, elle ne figure plus dans l'équipe des jokers de la chaîne et se consacre entièrement aux éditions de Télématin. Toutefois, elle revient dans l'équipe aux commandes du journal de 13 heures week-end en avril 2019, de mars 2020 à juin 2020 et en octobre 2020 pour remplacer Leïla Kaddour. Ainsi que le journal de 20 Heures week-end en juillet 2019 pour remplacer Laurent Delahousse. La journaliste quitte l'équipe des jokers de France 2 et effectue ses derniers remplacements en octobre 2020.

### Départ sur France Info et joker des éditions de France 3
Le 4 juillet 2019, elle annonce son départ de Télématin sur sa page Instagram. Le 26 août 2019, Sophie Le Saint rejoint France Info pour la nouvelle tranche d'information « 13h-17h » qu'elle anime durant trois saisons jusqu'en juin 2022.  
De décembre 2020 à juin 2023, elle présente régulièrement les journaux 12/13 et 19/20 le week-end sur France 3 en remplacement de Catherine Matausch. 

### Retour à Télématin pour des remplacements
Depuis janvier 2024, Sophie Le Saint est de retour dans Télématin et remplace ponctuellement Johanna Ghiglia et Estelle Colin à la présentation des journaux sur France 2.